# Jurgis Baltrušaitis
Jurgis Baltrušaitis, né à Moscou le 7 mai 1903 et mort à Paris le 25 janvier 1988, est un historien de l'art lituanien d'expression française.

## Déclaration de principe
« J'ai une seule méthode de travail : aller à la source, chercher les vrais textes, au-delà des articles de synthèse [...]. C'est en allant à la source qu'on arrive à une vision exacte des choses. »J.F. Chevrier, "Un entretien avec Jurgis Baltrušaitis. La passion de l’énigme", Le Monde, 26 juillet 1979, cité dans Seminario di filosofia dell'immagine, Le parole della filosofia, III, 2000,[réf. souhaitée].

## Biographie
Fils du poète symboliste lui aussi dénommé Jurgis Baltrušaitis (1873-1944), Jurgis Baltrušaitis vient à Paris étudier le théâtre (1923) mais sa rencontre avec Henri Focillon en 1924, alors professeur d'histoire de l'art médiéval à la Sorbonne, provoquera sa vocation. Il effectue un voyage en 1927 pour étudier l'art roman qui le conduit en Arménie et en Géorgie, puis en Espagne, en Italie et en Allemagne. Il obtient son doctorat en 1931, et travaille comme attaché culturel à la légation de Lituanie à Paris. En 1933, il effectue un voyage en Perse et en Irak pour étudier les rapports entre art du Moyen-Orient et art médiéval occidental. 
De 1933 à 1939, il enseigne l'histoire de l'art à l'université Vytautas-Magnus de Kaunas, en Lituanie, tout en continuant à fréquenter la Sorbonne et l'Institut Warburg de Londres. Il est commissaire d'une exposition d'art populaire balte à Paris en 1934. Après la guerre, il représente la Lituanie dans diverses organisations internationales (Assemblée des Nations captives d'Europe, Congrès pour la liberté de la culture). 
De 1947 à 1948, il enseigne à l'université de New York. En 1952, il est professeur invité à Yale, au Metropolitan Museum of Art et, l'année suivante, aux Pays-Bas.
La première partie des recherches de Baltrušaitis s'effectuera dans le cadre de l'enseignement de Focillon. Ce que Baltrušaitis et Focillon apporteront à l'histoire de l'art, c'est une meilleure connaissance des caractères originaux de l'art roman et des influences que cet art a subies à travers l'Antiquité gréco-romaine et l'Orient. C'est grâce au formalisme mis en place par Focillon que Baltrušaitis pourra étudier l'art roman à travers des études morphologiques et comparatives très élaborées : « C'est la méthode des confrontations directes des monuments, sans tenir compte du lieu et du temps, qui nous a permis de suivre pas à pas l'évolution des figures et des thèmes où se découvre un système cohérent ».
Baltrušaitis emprunte à Focillon le sujet des métamorphoses pour plusieurs ouvrages importants qu'il publie dans les années 1950, où il distingue les traces d'une inspiration orientale dans l'art médiéval : Le Moyen Âge fantastique : antiquités et exotismes dans l'art gothique, Aberrations : quatre essais sur la légende des formes.
L'objet principal de ses recherches était, comme pour Focillon, la métamorphose des thèmes centraux de l'art roman à travers le temps (La stylistique ornementale dans la sculpture romane). Son travail fut critiqué par Meyer Shapiro dans l'article "Über den Schematismus in der romanische Kunst" (1932). L'historien Oleg Grabar considérait l'écriture de Baltrušaitis trop théorique et abstraite. 
Baltrušaitis est un des historiens de l'art les plus marquants du XXe siècle, capable d'enquêtes poussées et d'observations très pointues : il redécouvre, par exemple, le crâne qui se trouve en anamorphose, un procédé à la mode sous les Tudors,  dans le tableau Les Ambassadeurs par Holbein. Il démontrera aussi que de nombreux motifs du Moyen Âge sont des emprunts directs d'étoffes venues de Chine, établissant des ponts inattendus entre des civilisations qui vivaient dans une ignorance mutuelle l'une de l'autre. Il synthétise des articles épars d'histoire de l'art, ce qui lui permet de montrer l'ampleur des transferts culturels entre l'Occident, l'aire islamique, l'Inde (avec le bouddhisme notamment) et l'Extrême-Orient qui ont alimenté l'art médiéval (XIIe – XVe siècle). Ainsi, la danse macabre du Moyen Âge, viendrait de l'Asie, probablement du Tibet. 
Gendre de Focillon, BaltrusaÏtis avait épousé sa belle-fille, Hélène Castell-Focillon.

## Principales publications
- Études sur l'art médiéval en Géorgie et en Arménie, Paris: E. Leroux, 1929.
- La Stylistique ornementale dans la sculpture romane, Paris : E. Leroux-Collège de France, 1931. Trad. anglaise : Wylie Sypher (éd.), Art History : an Anthology of Modern Criticism, Gloucester, MA : P. Smith, 1975, p. 116-131.
- Art sumérien, art roman, Paris : E. Leroux, 1934.
- Visuotinė meno istorija, I t., Kaunas 1934.
- Guide de l'exposition d'art populaire baltique, Paris : Musée d'ethnographie du Trocadéro, 1935.
- Le Problème de l'Ogive et l'Arménie, Paris: E. Leroux, 1936.
- Cosmographie chrétienne dans l’art du Moyen Âge, 1939.
- Visuotinė meno istorija, II t., Kaunas 1939.
- L'Église cloisonnée en Orient et en Occident, Paris : Éditions d'art et d'histoire, 1941.
- Lithuanian Folk Art, 1948.
- Anamorphoses ou Perspective curieuses [Les perspectives dépravées, II], Paris : O. Perrin, Jeu savant, 1955. Éd. Paris : O. Perrin, 1969. Anamorphoses ou Magie artificielle des effets merveilleux. Éd. anglaise : Anamorphic Art, New York : Abrams, 1976.
- Le Moyen Âge fantastique : antiquités et exotismes dans l'art gothique, Paris: A. Colin, 1955.
- Aberrations : quatre essais sur la légende des formes [Les perspectives dépravées, I], Paris : O. Perrin, Jeu savant, 1957.
- Réveils et prodiges : le gothique fantastique, Paris : A. Colin, 1960, Prix Hercule-Catenacci de l'Académie française.
- La Quête d'Isis. Introduction à l'égyptomanie. Olivier Perrin éditeur. Paris, 1967.
- Jardins en France, 1760-1820 : pays d'illusion, terre d'expériences, exposition (Paris, Hôtel de Sully, mai-septembre 1977), Paris : CNMHS, 1977.
- Le miroir : révélations, science-fiction et fallacies, Paris, A. Elmayan, le Seuil, 1978, 311 p. (ISBN 2-02-004985-6, BNF 34622439), prix Paul-Marmottan 1979.
- Le miroir: révélations, science-fiction et fallacies. Essai sur une légende scientifique, Paris: A. Elmayan-Le Seuil, 1979.
- La quête d'Isis. Essai sur la légende d'un mythe. 2ème  édition revue et corrigée. Champs Flammarion. Paris, 1985.

## Sources
1. ↑   Jean Vallery-Radot, « Compte-rendu : Jurgis Baltrusaitis. Le Moyen Âge fantastique », Revue d'histoire de l'Église de France, tome 42, n°138,‎ 1956., p. 85-88 (lire en ligne)
2. ↑   Mircea Eliade , Histoire des croyances et des idées religieuses, volume 3, 1983, p. 217 : « La danse macabre, dans laquelle un danseur représentait la Mort elle-même, entraînant hommes et femmes de tout âge, et de toutes les classes (rois, mendiants, évêques, bourgeois, etc.), devient un sujet favori dans la peinture et la littérature66...  66. Baltrusaitis, pp. 235 sq. Bien que d'origine hellénistique, ces conceptions et ces images sont arrivées, au Moyen Age, de l'Asie, probablement du Tibet ; cf. Baltrusaitis, pp. 244 »

J.F. Chevrier, "Un entretien avec Jurgis Baltrušaitis. La passion de l’énigme", Le Monde, 26 juillet 1979, cité dans Seminario di filosofia dell'immagine, Le parole della filosofia, III, 2000,
- Meyer Schapiro, "Über den Schematismus in der romanische Kunst", Kritische Berichte zur kunstgeschichtlichen Literatur 1, 1932-1933, p. 1-21
- W. Eugene Kleinbauer, Research Guide to the History of Western Art. Sources of Information in the Humanities, no 2, Chicago: American Library Association, 1982, p. 43
- W. Eugene Kleinbauer, Modern Perspectives in Western Art History: An Anthology of 20th-Century Writings on the Visual Arts, New York: Holt, Rinehart and Winston, 1971, p. 42;
- Simas Sužiedelis, "Jurgis Baltrušaitis", Encyclopedia Lituanica 1, Boston: J. Kapočius, 1970, p. 271-272
- Jean-Francois Chevrier, Portrait de Jurgis Baltrusaitis. Suivi de Art sumérien, art roman par Jurgis Baltrusaitis, Paris: Flammarion, 1989
- Sandra Joxe et Jean-Claude Carrière (réal.), Les métamorphoses de Jurgis Baltrusaitis, documentaire, Paris : Le Louvre-ADAV, 1989-2011
- "Bibliographie de Jurgis Baltrusaitis", J.-Fr. Chevrier, op. cit.
- Oleg Grabar, "Dissemination. (ii) Examples and Problems: Models from the Social Sciences", Dictionary of Art, t. 9, p. 36
- Maddalena Mazzocut-Mis, Deformazioni fantastiche: introduzione all'estetica di Jurgis Baltrusaitis, Milan: Mimesis, 1999
- Walter Cahn, "Henri Focillon", Medieval Scholarship: Biographical Studies on the Formation of a Discipline. Volume 3: Philosophy and the Arts, Helen Damico (éd.), Garland Reference Library of the Humanities 2110, New York: Garland Publishing, 2000, p. 267.
- Annamaria Ducci, "Lietuvà: l'orizzonte lituano nell'opera di Jurgis Baltrušaitis", La favola dell'arte. Scritti in ricordo di Gemma Landolfi, Pisa: ETS, 2008, p. 85-99,  (ISBN 978-884672153-2)
- Annamaria Ducci, "Baltrušaitis Jurgis", Dictionnaire d’histoire de l’art du Moyen Âge occidental, Paris: Robert Laffont, 2009, p. 108-109,  (ISBN 978-2-221-10325-8)
- Annamaria Ducci, "Le metamorfosi del gotico (nel 1960)", Nel cuore della meraviglia. Omaggio a Jurgis Baltrusaitis. Volume 1, 2010,  (ISBN 9788890522406) http://amsacta.unibo.it/2880/1/10._Ducci.pdf